# Джакузи

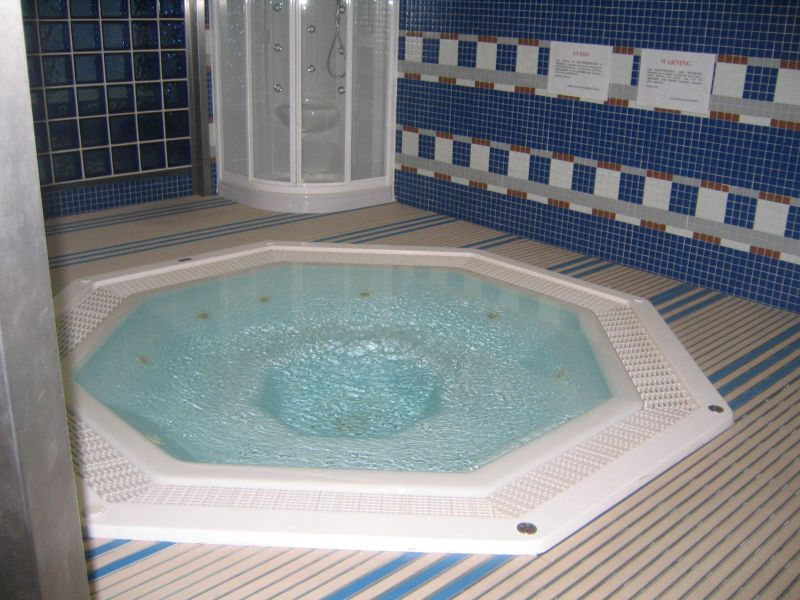
Встроенный джакузи с системой перелива. Оборудование такого бассейна располагается в отдельном техническом помещении.

Джаку́зи — изначально американский производитель гидромассажных ванн. 
Джакузи — неправильное «американское» (англинизированное) произношение итальянской фамилии Jacuzzi — Якуцци, которое, однако, прочно укоренилось во многих языках мира.

## История
Фирма основана в 1915 году одним из 7 братьев эмигрантов из Италии, по фамилии Jacuzzi, примерно в 1900 году переехавших в США. Первоначально фирма занималась производством летательных аппаратов, позже — гидравлических насосов для сельскохозяйственного использования. В семье братьев Jacuzzi одному из детей требовался регулярный массаж и в итоге, в 1956 году Кандидо Якуцци (1903—1986) изобрёл первый прототип гидромассажной ванны. Позднее братья многократно усовершенствовали своё изобретение и получили около 250 патентов.
В 1943 году сын Кандидо Якуцци, младшего из братьев, заболел ревматоидным артритом. Для лечения полуторагодовалого ребенка прописали лечебный массаж, который делал физиотерапевт в клинике. Тогда Кандидо придумал использовать в домашних условиях насосы его фирмы, которые первоначально предназначались для промышленных нужд. Он сконструировал устройство – аэрационный насос, который при погружении его в ванну с водой выдавал массирующую струю из смеси воды и воздуха. Это и был пока несовершенный прообраз гидромассажной ванны.
Устройство, придуманное Кандидо Якуцци, сразу приобрело популярность среди людей с разными формами заболеваний. В начале пятидесятых годов ванны с такими необычными насосами стали продавать в аптеках и магазинах лечебного оборудования. Позже их стали предлагать уже не только в лечебных целях, но и для снятия усталости, поднятия тонуса, улучшения настроения. Название фирмы Jacuzzi (прочитанное на английский манер как «Джакузи»), стало общим по всем гидромассажным ваннам.
В 1968 году Рой Якуцци получил коммерческую лицензию на это изобретение, а также внедрил свою определённую форму, в которой форсунки (jets) интегрированы в корпус ванны. Компания начала промышленный выпуск оборудования для домашнего гидромассажа. Лозунг компании Jacuzzi: Design, Quality, and Performance. Дизайн, качество и эффективность. Гидромассажная ванна Jacuzzi обеспечивает идеальный гидротерапевтический массаж — начиная с эргономически выверенного размещения форсунок, до оптимального положения тела на сидениях и шезлонгах.

## Гидромассажные ванны сегодня
Гидромассажные ванны – так джакузи называют по имени первой компании-производителя. Однако сейчас множество разных производителей, предлагающих клиентам полное разнообразие форм, размеров и цен. Разработки в области гидромассажа не прекращаются. Создано немало разновидностей гидромассажа.

## Переносные значения
В русском языке слово стало нарицательным, и под словом «джакузи» теперь подразумевается любая ванна с функцией гидромассажа, уличные гидромассажные бассейны с подогревом, большие переливные встроенные гидромассажные бассейны для отелей и фитнес-клубов (еще одно название — вирпул от англ. whirlpool). В категорию джакузи попали и большие (до 6–8 метров длиной) гибридные бассейны для плавания с устройством противотока и релаксации в отсеке гидромассажа (еще одно название — свимспа от англ. swimspa).